# 黃其光
黃其光（英文名：Gary C.K. Huang；1945年2月12日—），美國密西根大學學士、紐約保險學院碩士。曾任台灣新光保全董事長、新壽公寓大廈管理維護董事長、秉誠保險代理人董事長、台北市生命線協會常務理事、黃秉心保險獎學金基金會董事長、臺北科技大學產官學研菁英協會顧問。
黃其光於1975年申請加入扶輪社時，曾被拒絕三次，1976年加入台北扶輪社，1982年擔任台北扶輪社社長，1986年擔任國際扶輪第345地區的地區總監，並於2014年擔任國際扶輪社長，是第一位擔任國際扶輪社長的華人，當時的行政院長江宜樺在接見黃其光時表示：國際扶輪社總社長的身分相當於「無任所大使」。

## 扶輪經歷
- 1982－83　台北扶輪社社長
- 1986－87　國際扶輪第345地區地區總監
- 1998－99　國際扶輪台灣前總監協會會長
- 2000－02　國際扶輪理事
- 2001－02　國際扶輪副社長
- 2002　　　國際扶輪台北亞太地區R.I.社長會議主席
- 2004－06　國際扶輪扶輪基金會保管委員
- 2005　　　國際扶輪台北R.I.百週年社長慶祝會議主席
- 2009　　　國際扶輪伯明罕研習會主席
- 2011－12　國際扶輪社長顧問委員會委員
- 2014　　　國際扶輪研習會主席
- 2014－15　國際扶輪社長
- 2019－20　扶輪基金會主委

## 著作
- 《找方法，別找藉口》[9]

## 荣誉
- 四等景星勋章（2016年5月19日批准[10]）

## 外部連結
- 黃其光臉書
- 黃其光帶扶輪社為台灣開路 （页面存档备份，存于）
- 首位華人國際扶輪社社長黃其光 功成身退 （页面存档备份，存于）
- 台灣之光黃其光 掌舵國際扶輪 （页面存档备份，存于）

| 非組織職務           | 非組織職務             | 非組織職務            |
| -------------------- | ---------------------- | --------------------- |
| 前任： Ron D. Burton | 國際扶輪社長 2014–2015 | 繼任： K.R. Ravindran |